# Les Fossés
Les Fossés is een dorp in de Belgische provincie Luxemburg. Het ligt in Assenois, een deelgemeente van de gemeente Léglise. Het dorpscentrum ligt ruim twee kilometer ten zuiden van het dorpscentrum van Assenois.

## Geschiedenis
Op het eind van het ancien régime werd Les Fossés een gemeente. In 1823 werd de gemeente al opgeheven en bij Assenois gevoegd.

## Bezienswaardigheden
- De Église Sainte-Barbe

Deelgemeenten: Assenois · Ébly · Léglise · Mellier · Witry

Overige dorpen: Behême · Bernimont · Bombois · Burnaimont · Chêne · Chevaudos · Gennevaux · Habaru · Lavaux · Les Fossés · Louftémont · Maisoncelle · Narcimont · Naleumont · Nivelet · Rancimont · Thibessart · Traimont · Vaux-lez-Chêne · Vlessart · Volaiville · Winville · Witimont

Belgische gemeenten · Arrondissement Neufchâteau · Luxemburg · Wallonië